# リビア (防護巡洋艦)
リビア (Libia) は、オスマン帝国海軍がイタリアに発注した防護巡洋艦「ドラマ(Drama)」であったが、建造途中で伊土戦争が勃発したため、1912年にイタリア海軍が徴発し完成させた艦である。艦名は、伊土戦争で占領した北アフリカのリビアに因む。

## 設計
本艦はオスマン帝国がイギリスに発注した防護巡洋艦「ハミディイェ」の準同型艦として設計されており、非常に酷似していた。

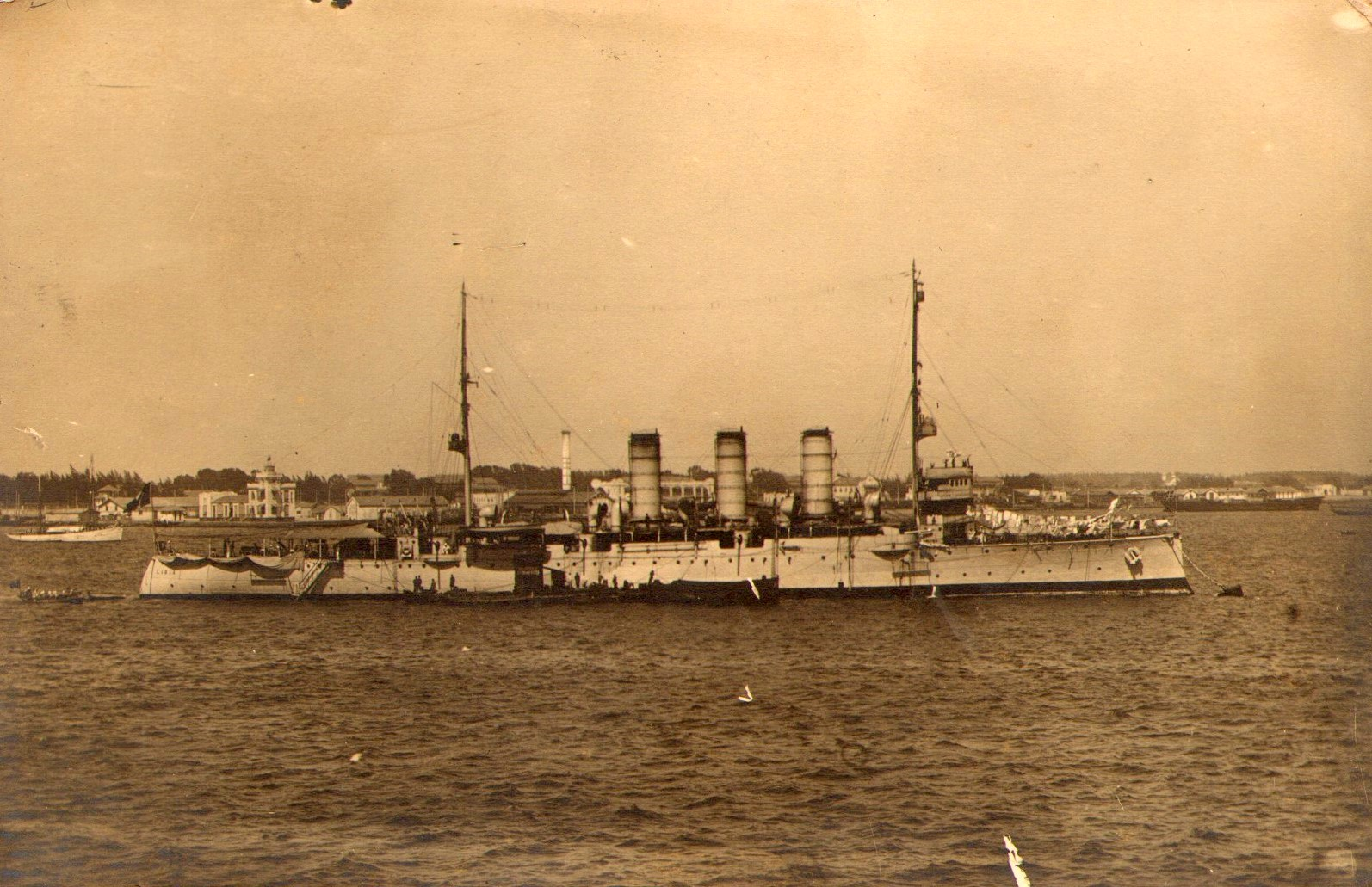
右舷方向から撮られた本艦。

## 艦歴
元々はオスマン帝国海軍がイタリアのアンサルド社に発注した防護巡洋艦であり、「ドラマ」として1907年に起工された。
伊土戦争が勃発するとイタリア海軍に徴発され、1913年3月に「リビア」として就役した。

### 第一次世界大戦
イタリアの対オーストリア＝ハンガリー帝国宣戦布告直後の1915年5月24日、オーストリア＝ハンガリー帝国海軍はアンコーナなどを攻撃。南の方ではイタリア駆逐艦「トゥルビーネ」がオーストリア＝ハンガリー帝国の巡洋艦「ヘルゴラント」などと交戦し沈没した。救援に向かった「リビア」は「ヘルゴラント」を攻撃して命中弾を与えたが、「ヘルゴラント」では「リビア」を戦艦と誤認して交戦を避け、低速の「リビア」は撤退するオーストリア＝ハンガリー帝国側に振り切られた。
1916年2月26と27日、巡洋艦「Puglia」、「Agordat」などとともにドゥラッツォからの撤退を掩護。
5月4日、駆逐艦4隻とともに護衛していた仮装巡洋艦「Principe Umberto」がオーストリア＝ハンガリー帝国潜水艦「U5」に雷撃され、多数の死者を出した。

### 戦後
1925年に中国に派遣され、その後10年にわたり租界警備に従事した。1935年からは事実上の退役状態となり、1937年3月に除籍、解体された。